# Agrostis monandras
Agrostis monandras é uma espécie de gramínea do gênero Agrostis, pertencente à família Poaceae.